# Eetlepel

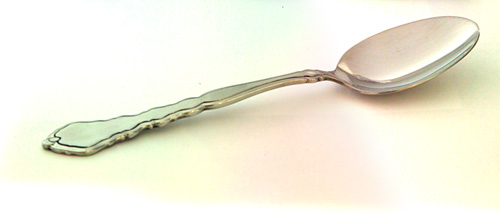
Een zilveren eetlepel

Een eetlepel is bestek, meestal gemaakt van metaal. Als tafelbestek wordt hij meestal tafellepel of soeplepel genoemd. Een tafellepel is groter dan een dessertlepel, maar heeft dezelfde vorm.

## Maateenheid
Bestekeetlepels zijn niet ontworpen om een standaard volume te bevatten. In de praktijk varieert de inhoud sterk, zodat deze lepels niet geschikt zijn voor nauwkeurige metingen.
Voor bijvoorbeeld recepten kunnen in plaats daarvan maatlepels worden gebruikt. Er kan nauwkeurig worden afgemeten met de specifieke maatlepel van één eetlepel. In dat geval is een eetlepel 15 milliliter. Een eetlepel zout weegt 11 gram, een eetlepel cacaopoeder weegt 5 gram, enzovoort.
In de medische context heet de inhoud van een eetlepel van 15 ml 'cochlea cibarium'.

## Verwante termen
Een theelepel is meestal kleiner dan een eetlepel.
Een eierlepel is bedoeld voor het eten van gekookte eieren. Een eierlepel is meestal niet van metaal gemaakt maar van plastic of keramiek. Speciaal zilveren eierlepels worden snel aangetast (zwart) door zwavelhoudende stoffen in een ei.
dessertlepel · eierlepel · eetlepel ·  groentelepel · ijslepel · juslepel · maatlepel · opscheplepel · pollepel · soeplepel · theelepel